# 胡苏
胡苏（1915年—1986年），原名谢相箴，男，浙江镇海人，中国剧作家，曾任中国电影家协会理事，中国戏剧家协会吉林分会主席。